# Potenziale di membrana
Per potenziale di membrana si intende la differenza di potenziale elettrico, misurabile in una cellula, tra il citosol, che presenta cariche negative, e lo spazio extracellulare, che presenta cariche positive. Il fatto che l'interno della cellula abbia come segno cariche negative e l'esterno cariche positive non significa che dentro ci siano solo cariche negative e fuori solo cariche positive. In realtà questa differenza di cariche è data dall'ineguale distribuzione degli ioni tra interno ed esterno della cellula e alla presenza di canali selettivi per gli ioni aperti a riposo, in particolare del potassio e del cloro. Data la maggior concentrazione di potassio all'interno e di cloro all'esterno della cellula, ne deriva che il potenziale di membrana è molto vicino al potenziale di equilibrio di Nernst del potassio e del cloro (circa -80 mV). Il potenziale di membrana è un potenziale di diffusione e non va confuso con il potenziale di superficie che è legato alle cariche fisse presenti sui fosfolipidi di membrana.
Il potenziale di membrana può essere misurato posizionando due elettrodi di vetro collegati a un voltmetro all'interno e all'esterno di una cellula. Esso consente, tra le altre cose, la propagazione dei potenziali d'azione nelle cellule dei tessuti eccitabili. In particolare, nelle cellule in cui è soggetto a variazioni improvvise, come le cellule muscolari e quelle nervose, è detto potenziale di membrana a riposo.
I segnali elettrici transitori sono particolarmente utili per trasmettere, velocemente e a lunga distanza, informazioni fugaci che possono essere di vitale importanza per un organismo vivente. Questi segnali elettrici sono dovuti a modificazioni transitorie dei flussi di corrente che, sotto forma di ioni, entrano ed escono dalle cellule. Tali flussi di corrente sono controllati dai canali ionici della membrana plasmatica.

## I canali ionici
I canali ionici sono proteine transmembrana che consentono l'attraversamento, veloce ma selettivo, nella membrana cellulare da parte delle varie specie ioniche presenti nelle cellule.
Nel citoplasma dei tessuti eccitabili sono presenti Na+, K+, Ca++, Mg++, Cl-, A- (anioni proteici organici, cioè grossi peptidi che a pH citosolico sono sotto forma anionica).
La maggior parte dei canali cationici consentono il passaggio soprattutto di una sola specie ionica, sia essa Na+, K+ o Ca++, e sono quindi selettivi, ma esistono anche canali che lasciano passare tutti i cationi, quasi senza distinzione.
Anche la maggior parte dei canali anionici sono altamente selettivi e permettono il passaggio di un solo ione di importanza fisiologica, vale a dire lo ione cloruro.
Ci sono canali attivi (nella cellula a riposo sono per lo più chiusi e si aprono solo in particolari condizioni) e canali passivi che consentono il passaggio degli ioni secondo il gradiente di concentrazione.
Il gradiente di concentrazione degli ioni fra interno ed esterno della cellula è consentito da un meccanismo attivo che trasporta gli ioni contro il gradiente naturale (pompa Na+–K+).
Grazie al gradiente di concentrazione e quindi al gradiente elettrico, si genera la differenza di potenziale che è misurabile applicando due microelettrodi collegati tra loro e a un galvanometro applicabili all'interno e all'esterno della cellula.
L'interno della cellula ha una prevalenza di cariche negative, mentre l'esterno ha una prevalenza di cariche positive. Per esempio, La differenza di potenziale transmembranaria della maggior parte dei neuroni, a riposo, varia tra -60 e -70 mV.

## Equilibrio elettrochimico

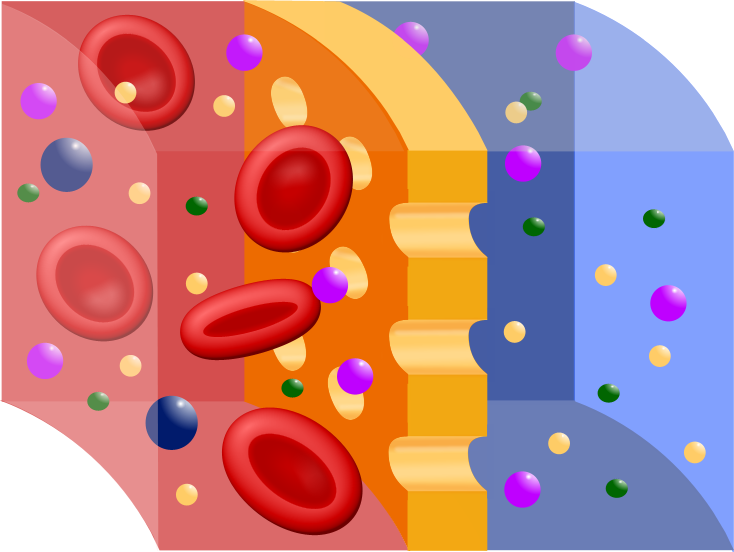
Membrana semipermeabile

L'equilibrio di Nernst esplicita la condizione di equilibrio di uno ione fra due fasi.
Ciascuno ione in soluzione ha il proprio potenziale di Nernst, dato dall'equazione di Nernst. In generale, si osserva che il potenziale di Nernst di un dato ione può essere diverso dal potenziale di membrana.
Solo quegli ioni per i quali il potenziale di Nernst eguaglia il potenziale di membrana sono all'equilibrio. Alternativamente, se il potenziale di membrana è noto, l'equazione di Nernst specifica il rapporto di attività per il quale lo ione è all'equilibrio.
 Consideriamo ora la situazione per ognuno degli ioni in grado di oltrepassare i porocanali passivi.

## K+
La concentrazione intracellulare di K+ è di 145 mM, mentre la concentrazione extracellulare è 2,5 mM. La membrana in condizioni di riposo ha proteine canale che consentono il passaggio di K+ (porocanali passivi). Quindi K+ passa dall'interno all'esterno della cellula attraverso questi canali seguendo il gradiente di concentrazione.
All'interno della cellula ci sono grossi anioni proteici (A-) che per la loro mole non passano attraverso i canali. Quindi ogni K+ che esce dalla cellula rimane confinato nelle immediate vicinanze della cellula attirato da A-.

Lc è il lavoro chimico ed è legato alla differenza di concentrazione tra interno ed esterno, a R (costante dei gas) e T (temperatura assoluta).
Lc è il lavoro che il gradiente di concentrazione compie quando K+ passa dall'interno all'esterno.
{\displaystyle Lc=-RTln({\frac {[K^{+}]_{est}}{[K^{+}]_{int}}})}
La fuoriuscita di K+ crea un gradiente elettrico dovuto allo spostamento di carica. Man mano che K+ esce si crea e aumenta una E (potenziale elettrico) che ostacola sempre più la fuoriuscita di K+ e che quindi compie un lavoro (lavoro elettrico): Le = Z ∙ F ∙ E
Il lavoro elettrico dipende da Z (la valenza dello ione, in questo caso il K+ ha valenza +1), da F (Faraday) che è la quantità di carica portata da uno ione monovalente e da E. 
Si raggiunge un equilibrio dinamico fra il K+ che esce a causa del gradiente di concentrazione e il K+ che entra a causa della E generata dalla stessa fuoriuscita. In questo equilibrio, detto equilibrio elettrochimico, la forza chimica è uguale e contraria a quella elettrostatica e il flusso complessivo di K+ che attraversa la membrana è pari a zero.
{\displaystyle Lc=-Le}
sostituendo si ha:
{\displaystyle RTln({\frac {[K^{+}]_{est}}{[K^{+}]_{int}}})=ZFE}
A partire da questa formula si può ricavare la EK (potenziale transmembranario all'equilibrio elettrochimico di uno ione x):
{\displaystyle E_{K}={\frac {RTln({\frac {[K^{+}]_{est}}{[K^{+}]_{int}}})}{ZF}}}
R, T, Z ed F sono costanti e quindi il rapporto fra queste costanti è una costante (che hanno calcolato essere 60 mV, non in relazione al ln, ma in relazione al Lg decimale) quindi si ha:
{\displaystyle E_{K}=-60mV*Lg(145/2.5)=-105mV}
Quest'equazione è stata formulata da Nernst (equazione di Nernst) ed è applicabile partendo dal presupposto che la membrana sia permeabile solo ad un unico ione preso in considerazione (in questo caso i K+), ciò evidentemente non corrisponde perfettamente alla situazione reale.
Il valore della Ex di un determinato ione serve a comprendere la direzione del flusso dello ione quando la differenza di potenziale della membrana non è all'equilibrio elettrochimico per quel dato ione.

La differenza di potenziale della membrana a riposo (Er) è – 65mV. Questo valore è diverso da EK (che è – 80mV). Ciò significa che quando la membrana è a riposo la forza chimica prevale su quella elettrostatica e sposta il K+ dall'interno all'esterno della cellula. Per calcolare la forza che agisce su uno ione (f.e.m.) si usa la formula Er – Ex.
Quindi Er – EK = – 65mV – (– 80 mV)= 15 mV. Quindi nonostante all'interno della cellula ci siano cariche negative e all'esterno cariche positive il K+ ha una leggera tendenza a passare dall'interno all'esterno della cellula spinto dalla forza chimica (che è maggiore di quella elettrostatica) contro il gradiente di carica.

## Na+
Consideriamo Na+ come l'unico in grado di attraversare la membrana. La concentrazione extracellulare di Na+ è 120 mM, quella intracellulare è 9,2 mM.

Applichiamo l'equazione di Nernst per calcolare la differenza di potenziale all'equilibrio elettrochimico di Na+ (ENa)
{\displaystyle E_{Na}=-{\frac {RTln{\frac {[Na^{+}]_{int}}{[Na^{+}]_{est}}}}{ZF}}=-60mV*Log{\frac {9.2}{120}}=+67mV}
{\displaystyle E_{Na}} è di segno opposto rispetto a {\displaystyle E_{K}}. Nella situazione reale il potenziale di membrana a riposo (Er) è – 90 mV. Fra questo e il potenziale di equilibrio di Na+ (ENa) c'è un'enorme differenza.

Per calcolare la forza che agisce su uno ione (f.e.m.) si usa la formula Er – Ex.

Quindi {\displaystyle E_{r}-E_{Na}=-90mV-67mV=-157mV}.
Quindi Na+ ha una forte tendenza a passare dall'esterno all'interno della cellula, spinto sia dalla forza chimica che da quella elettrostatica (poiché segue anche il gradiente di carica). Ma nella situazione reale della membrana a riposo le cose vanno diversamente.
Sebbene il numero atomico di Na+ sia inferiore di quello di K+, il diametro complessivo di Na+ è maggiore di quello di K+ perché proprio in virtù delle sue dimensioni inferiori Na+ è circondato da un alone di H2O di idratazione più grande di quello che circonda K+. Per questo motivo Na+ passa con molta più difficoltà attraverso i porocanali passivi per il K+.
Quindi la forte tendenza che ha il Na+ a passare attraverso la membrana è frenata notevolmente dal ridotto diametro dei porocanali. L'effetto complessivo è che il Na+ ha una leggera tendenza a passare dall'esterno all'interno della cellula.

## Cl–
[Cl–]int oscilla tra 3 e 4 mM, mentre [Cl–]est è intorno alle 105 mM. ECl = – 70 mV, quindi coincide con il potenziale di membrana a riposo (Er). Quindi, in condizioni di riposo il flusso netto di Cl– è zero (c'è comunque un equilibrio dinamico).

## Considerazioni
Fino ad ora si è discusso prendendo in considerazione l'attraversamento della membrana da parte di un singolo ione alla volta, in funzione dell'equazione di Nernst. Nella realtà attraverso la membrana possono passare più ioni contemporaneamente.

Attraverso i porocanali passivi può passare facilmente K+, Na+ ha difficoltà 20 volte superiore a passare a causa del suo maggiore diametro complessivo. Se la membrana fosse impermeabile al Na+ raggiungerebbe un Er uguale a EK (ciò accade nelle cellule non eccitabili).

Lo scarso ingresso di Na+ fa sì che Er non sia uguale a EK. I grossi anioni proteici (A–) non passano attraverso i porocanali perché hanno diametro enorme e restano all'interno della cellula. Per ogni carica positiva che esce dalla cellula si accumula un A– in prossimità della membrana, ciò che causa il caricamento della membrana di una d.d.p. (potenziale di membrana o Em).
Man mano che Em aumenta, aumenta il flusso dei Na+ dall'esterno all'interno della cellula.

K+ ha una leggera tendenza ad uscire dalla cellula e Na+ ha una leggera tendenza ad entrare nella cellula. Em è una media ponderata fra EK e ENa. Per ponderare questa media si tiene conto della permeabilità della membrana che è alta nei confronti di K+ e bassa nei confronti di Na+.

Per operare con unità di misura comparabili con quelle delle equazioni, si usa la conduttanza (g) che è direttamente proporzionale alla permeabilità (e quindi anche all'intensità del flusso) ed è la facilità che ha uno ione a passare attraverso la membrana. La conduttanza è inversamente proporzionale alla resistenza (g = 1/R). La resistenza è la difficoltà che ha lo ione a passare attraverso la membrana. Per calcolare la Er si usa l'equazione della conduttanza di membrana o equazione di Goldman che tiene conto della conduttanza e del fatto che la membrana è attraversata da più ioni contemporaneamente:
Em = (gK ∙ EK/∑g) + (gNa ∙ ENa/∑g) + (gCl ∙ ECl/∑g) dove ∑g è la somma delle conduttanze di tutti gli ioni coinvolti nel calcolo cioè la conduttanza totale della membrana.
Nel calcolare Em il termine gCl ∙ ECl non lo consideriamo perché ECl = Em.
```
              ∑g= gK + gNa + gCl
```

Er = gK ∙ EK + gNa ∙ ENa
							 gK + gNa gK + gNa 
in condizioni di riposo gK è elevata (circa 20 volte) rispetto a gNa (che, perciò, rispetto a gK è trascurabile) quindi la somma gK + gNa è approssimabile a gK.
Quindi	
gK = 1 circa e gNa = 0 circa
gK + gNa gK + gNa
In condizioni di riposo Em è influenzato soprattutto da gK ed EK: Em = 1 ∙ EK + 0.
Quando una cellula bioeccitabile raggiunge l'eccitamento, si aprono canali per il Na+ quindi aumenta gNa e quindi per lo stesso ragionamento di prima Em dipende soprattutto a gNa e da ENa: Em = 0 + 1 ∙ ENa.

Il potenziale di membrana (Em) corrisponde al potenziale di equilibrio (Ex) dello ione verso cui la membrana è maggiormente permeabile. I valori considerati fino ad ora fanno riferimento al muscolo scheletrico di rana.

I valori relativi ai tessuti del mammifero sono:
Ione	Potenziale di equilibrio: Ex (mV)	Potenziale di riposo: Er (mV)
K+	– 90	– 70 nel nervo,
da – 80 a – 90 nel muscolo
Na+	+ 60
Er e EK non coincidono perfettamente quindi K+ si sposta dall'interno all'esterno perché la forza chimica è maggiore di quella elettrostatica (all'esterno prevalgono le cariche positive e all'interno le negative): f.e.m. = Er – EK = – 70 mV – (– 90 mV)= 20 mV.
Na+ non è all'equilibrio e si sposta dall'esterno all'interno perché sia la forza chimica che quella elettrostatica sono concordi poiché segue sia il gradiente di carica che quello di concentrazione: f.e.m. = Er – ENa = – 70 mV – 60 mV = – 130 mV. Ma la permeabilità (e quindi la conduttanza) della membrana per Na+ è bassa, quindi ne passa di meno di quello che dovrebbe passare. Quindi nel complesso il flusso di K+ dall'interno verso l'esterno è uguale al flusso dall'esterno verso l'interno di Na+.
Il Na+ che entra riduce la carica negativa presente all'interno della cellula abbassando la forza elettrostatica e permettendo così che la forza chimica che agisce sul K+ prevalga su questa, ciò permette il lieve flusso di K+. Quindi il flusso di K+ è una conseguenza del flusso del Na+.

In base alle considerazioni fatte emerge che i flussi di Na+ e K+ sono uguali ed opposti, quindi l'effetto a breve termine sul potenziale di membrana complessivo è nullo (poiché la quantità di carica che esce sotto forma di K+ è uguale a quella che entra sotto forma di Na+).
Ma a lungo termine questo flusso di Na+ e K+, ognuno in un'unica direzione, annullerebbe i gradienti di concentrazione dei due ioni (cioè la quantità citosolica di uno ione diventerebbe uguale alla quantità extracellulare dello stesso ione) e quindi porterebbe il meccanismo ad interrompersi: [X]int = [X]est quindi 
Ex = _ R ∙ T ∙ ln [X]int = – 60 mV ∙ Lg 1 = – 60 mV ∙ Lg 100 = – 60 mV ∙ 0 = 0 mV
Z ∙ F [X]est
Per evitare che ciò avvenga esiste la pompa Na+, K+ ATPasi che mantiene il gradiente di concentrazione pompando attivamente Na+ fuori dalla cellula e K+ nella cellula. Inoltre la pompa Na+, K+ è elettrogenica cioè genera attivamente il 5-10% del potenziale di membrana pompando attivamente 2 K+ dentro e 3 Na+ fuori.